# 義陽郡
义阳郡，三国到隋唐的郡。
曹魏魏文帝设置义阳郡，治所在安昌县（今湖北省枣阳市东南）。不久废除。西晋重新设置义阳国，治所在新野县（今河南省新野县南）。包括今河南省信阳市、罗山县、桐柏县、唐河县、新野县、邓州市，湖北省广水市、枣阳市、随州市等地。东晋末年改为义阳郡，治所在平阳县（今河南省信阳市）。
南朝宋时辖境包括今河南省信阳市、罗山县和桐柏县东部，湖北省广水市、大悟县、随州市的各一部分。南齐改为北义阳郡，南梁仍为义阳郡。北周改为宋安郡。历为司州、南司州治所，有平靖、武阳、黄岘三关之险。
隋朝大业年间和唐朝天宝、至德年间一度把申州（隋为义州）改为义阳郡，下辖义阳县、鍾山县、罗山县，仅包括今河南省信阳市、罗山县附近。
唐朝义阳郡太守
- 萧谖（743年）
- 崔恪（天宝年间）
- 李裕（天宝年间）
- 韦陟（751年—752年）